# SS Milanese
SS Milanese, pełna nazwa Società Scacchistica Milanese, występujący także jako Scacchistica Milanese – włoski klub szachowy z siedzibą w Mediolanie, dwukrotny mistrz kraju.

## Historia
Klub powstał w 1881 roku, a pierwszym przewodniczącym był Alessandro Castebarco. W 1897 roku klub rozegrał mecz telegraficzny z Palermo. Na przełomie XIX i XX wieku gośćmi klubu byli Emanuel Lasker, Carl Schlechter i Jacques Mieses. Członkami klubu w tym okresie byli tacy artyści i politycy, jak Gian Galeazzo Arrivabene, Arrigo Boito, Gaetano Cipollini, Emilio Gola, Vigilio Inama, Prospero Moisè Loria, Luigi Mangiagalli i Arturo Reggio. W 1916 roku zorganizowano pierwszą edycję turnieju im. Edoardo Crespiego, który w późniejszych latach wygrali m.in. Mario Monticelli i Erich Eliskases. W 1943 roku klub połączył się z CS Ambrosiano, jednak po zakończeniu II wojny światowej fuzja zakończyła się. W 1959 roku SS Milanese uczestniczył w pierwszej edycji mistrzostw Włoch, zajmując dziewiąte miejsce. Dwa lata później klub zdobył mistrzostwo kraju. Kadrę drużyny stanowili wówczas Alfred Rubinstein, Ferruccio Castiglioni, Luciano Lilloni, Ennio Contedini i Giovanni Ferrantes. W sezonie 1962 zespół uzyskał wicemistrzostwo kraju, powtórzył to osiągnięcie w latach 1967, 1969, 1970 1972 i 1973. Na początku lat 70. w klubie grali m.in. Ljubomir Ljubojević, Bela Tóth i Esteban Canal. W latach 1977 i 1979 SS Milanese był trzeci w krajowych rozgrywkach. W 1982 klub zdobył drugi w swojej historii tytuł mistrzowski. W sezonie 1983/1984 zespół uczestniczył w Pucharze Europy, odpadając w pierwszej rundzie z Budapesti Honvéd SE. W 1983 roku klub uzyskał również wicemistrzostwo Włoch. Od pierwszej połowy lat 90. SS Milanese nie rywalizował w najwyższej klasie rozgrywkowej, powrócił do niej w 2011 roku, zajmując wówczas szóste miejsce, z m.in. Alberto Davidem, Ennio Arlandim i Mariną Brunello w składzie. W 2016 roku zespół zajął przedostatnie, siedemnaste miejsce w Serie Master i spadł z ligi.